# La Légende de Sarila
Pour plus de détails, voir Fiche technique et Distribution.
La Légende de Sarila est un long métrage d'animation québécois réalisé par Nancy Florence Savard et sorti le 22 février 2013. Il s'agit du premier film d'animation 3D entièrement canadien.

## Synopsis
Dans le grand nord canadien, une tribu d'Inuits est punie par la déesse Sedna qui fait disparaître les animaux. Pour sauver la tribu de la famine, Markusi, Aqpik et Putulik (prononcé Poutoulik) partent à la recherche de Sarila, la terre merveilleuse où seuls peuvent entrer les cœurs purs. Mais le chaman Crulik met en œuvre ses pouvoirs maléfiques pour essayer de tuer Markusi (qui est aussi un futur jeune chaman, qui risquerait de le remplacer).

## Fiche technique
- Titre : La Légende de Sarila
- Réalisation : Nancy Florence Savard
- Scénario : Roger Harvey, Paul Risacher et Pierre Tremblay
- Musique : Olivier Auriol
- Montage : Arthur Tarnowski et Robert Yates
- Animation : Eric Lessard
- Producteur : Marie-Claude Beauchamp, Nancy Florence Savard et Paul Risacher
  - Producteur délégué : Normand Thauvette
  - Producteur associé : Marc LeBel
- Production : CarpeDiem Film & TV et 10e Ave Productions
- Distribution : Alliance Vivafilm
- Pays :  Canada ( Québec)
- Durée : 80 minutes
- Dates de sortie : 
  -  Canada : 22 février 2013
- Budget : 8,5 M$ CAD[2]

## Distribution

### Version anglaise
- Dustin Milligan : Markussi
- Christopher Plummer : Croolik
- Rachelle Lefèvre : Apik
- Tim Rozon : Poutulik
- Geneviève Bujold : Saya
- James Kidnie : Kwatak
- Tyrone Benskin : Itak
- Angela Galuppo : Mipoulok
- Elias Toufexis : Kauji
- Robert Higden : Arlok
- Sonja Ball : Kimi
- Holly O'Brien : Jiniak
- Dawn Ford : Tayara
- Natar Ungalaaq : Ukpik
- Elisapie Isaac : Sedna
- Harry Standjofski : Uliak

### Version québécoise
- Guillaume Perreault : Markusi
- Mario Saint-Amand : Crulik
- Mariloup Wolfe : Aqpik
- Maxime Le Flaguais : Putulik
- Dorothée Berryman : Saya
- James Kidnie : Kouatak
- Rémy Girard : Itak
- Sarah-Jeanne Labrosse : Mipuluk
- Sylvain Hétu : Kauji
- Paul Ahmarani : Arlok
- Sonja Ball : Kimi
- Marina Orsini : Jiniak
- Dawn Ford : Tayara
- Florent Vollant : Oupik
- Elisapie Isaac : Sedna
- François Trudel : Uliak

## Récompenses et nominations
En novembre 2013, la Légende de Sarila était un des 19 films en lice pour un prix du cinéma américain, Oscar, en tant que film d'animation.

## Réception critique
- La Presse : 3/5[3]
- Cinoche : 3/5[4]